# Axinidris mlalu
Axinidris mlalu es una especie de hormiga del género Axinidris, familia Formicidae. Fue descrita científicamente por Snelling en 2007.
Se distribuye por República Centroafricana. Se ha encontrado a elevaciones de hasta 420 metros. Vive en las selvas tropicales.